# Намір користувача
Інтент користувача (від англ. user intent або search intent) — це ціль або намір, який має користувач, здійснюючи запит в пошуковій системі, звертаючись до платформи або виконуючи певні дії. Інтент відображає намір користувача отримати певну інформацію, виконати дію або досягти специфічного результату.
Щоб підвищити рейтинг у пошукових системах , маркетологи повинні створювати контент, який найкраще задовольняє запити, введені користувачами на своїх смартфонах або комп’ютерах. Створення вмісту з урахуванням намірів користувача допомагає підвищити цінність інформації, що демонструється.  Дослідження ключових слів може допомогти визначити інтент користувача. Пошукові терміни, які користувач вводить у пошуковій системі, щоб знайти вміст, послуги чи продукти, – це слова, які слід використовувати на веб-сторінці для оптимізації для інтенту користувача.

## Види інтентів
Найчастіше виділяють такі види інтентів ключових слів: 
1. Інформаційний інтент (Informational intent): Користувач хоче знайти інформацію або дізнатися більше про тему (приклад: “Що таке квантова фізика?”, “Як вирощувати кімнатні рослини?”)
2. Транзакційний інтент (Transactional intent): Користувач має намір здійснити певну дію, наприклад, придбати товар, забронювати квиток або завантажити файл. (приклад: “Купити iPhone 15”, “Замовити піцу онлайн”)
3. Навігаційний інтент (Navigational intent): Користувач шукає конкретний сайт або бренд. (приклад: “Facebook”, “Офіційний сайт Tesla”)
4. Комерційний інтент (Commercial investigation intent): Користувач порівнює продукти, читає огляди перед прийняттям рішення про покупку. (приклад: Кращий смартфон 2024 року”, “Огляди ноутбуків”)
5. Мультимедійний (Multimedia intent): запити мультмедійних даних, що вводять для пошуку картинок чи відеоматеріалів. (приклад: «фотографії Мілан», «як встановити Windows відео».)

## Важливість аналізу інтенту
Аналіз інтенту користувача має важливе значення при пошуковій оптимізації сайту і для маркетингової діяльності компанії. Він дозволяє глибше зрозуміти мотивацію та потреби людей, які взаємодіють із веб-сайтами, платформами чи іншими цифровими інструментами. У сфері SEO та маркетингу це дає змогу створювати контент, що максимально відповідає очікуванням користувачів, забезпечуючи релевантні результати на їхні запити. Такий підхід підвищує довіру до бренду та залученість аудиторії. Пошукові системи, у свою чергу, використовують алгоритми для аналізу інтенту з метою надання найрелевантніших результатів. Завдяки цьому користувач отримує відповіді на свої запити швидко і з максимальною точністю.

### Розуміння інтенту користувача є ключовим для:
- SEO та маркетингу: дозволяє створювати контент, що відповідає очікуванням користувачів.
- Дизайну інтерфейсів: допомагає оптимізувати шляхи взаємодії з користувачами.
- Продажів: адаптує пропозиції до потреб клієнтів.
- Пошукових систем: вони використовують алгоритми для розпізнавання інтенту та подання відповідного результату.